# St. Albertus Magnus (Berlin)
St. Albertus Magnus im Berliner Ortsteil Halensee des Bezirks Charlottenburg-Wilmersdorf ist eine 1960–1962 nach Plänen des Architekten Alfons Leitl erbaute katholische Kirche. Sie steht unter Denkmalschutz und ist seit 2021 ist die Kirche aufgrund eines Deckenschadens dauerhaft geschlossen.

## Geschichte
Die Katholiken der ehemals eigenständigen Gemeinde St. Albertus Magnus gehörten ursprünglich zur Pfarrgemeinde St. Ludwig. Das Halenseeviertel war seit 1885 stetig gewachsen, und weil der Weg zur Ludwigskirche sehr weit war, entstand der Wunsch nach einer eigenen Gemeinde und Kirche. Bereits 1934 wurde das Grundstück an der Nestorstraße gekauft. Die pastorale Arbeit begann im Sommer 1935 im möblierten Zimmer eines Kaplans im Haus Johann-Georg-Straße 7, nach dem Zweiten Weltkrieg wurde sie zunächst in einer großen Altbauwohnung an der Joachim-Friedrich-Straße fortgesetzt. Da die Gemeinde weiter wuchs, fanden die Sonntagsmessen dann in einem Restaurant statt. 1948 wurde eine alte Baracke des ehemaligen Reichsarbeitsdienstes gekauft und auf dem Grundstück an der Nestorstraße aufgestellt.
Im Jahr 1950 wurde der Kirchenbauverein gegründet, der bis 1957 das Geld für den Kauf des angrenzenden Grundstücks Johann-Georg-Straße 8 zusammenbrachte, auf dem ein Pfarrhaus und ein Kindergarten errichtet werden sollten. Am 1. Mai 1960 wurde aus der Kuratie Halensee die selbstständige Pfarrei St. Albertus Magnus. Die Grundsteinlegung des Neubaus erfolgte am 15. November 1960, dem Gedenktag des Kirchenpatrons Albertus Magnus. Die feierliche Kirchweihe vollzog 1962 der Bischof von Berlin, Kardinal Alfred Bengsch. Bald waren auch das Pfarrhaus und die Kindertagesstätte fertiggestellt. Eine Orgel wurde 1969 von der evangelischen Lindenkirche übernommen.
1998 wurde der Pfarrer der Gemeinde abberufen und kein neuer bestellt. Die Selbstständigkeit konnte noch einige Zeit gewahrt werden, weil die Franziskaner von St. Ludwig die Seelsorge übernahmen. Am 1. Juli 2003 errichtete Erzbischof Georg Kardinal Sterzinsky aus den Gemeinden St. Ludwig und St. Albertus Magnus eine gemeinsame Pfarrei.
Nachdem am 3. Juli 2021 ein Deckenschaden entstand, wurde die Kirche zunächst übergangsweise geschlossen. Die Gottesdienste fanden vor der Kirche, in der nahegelegenen Hochmeisterkirche oder im Pfarrsaal statt. Mit Ablauf des Kirchenjahres 2023 wurde die Kirche dauerhaft geschlossen. Am Christkönigsonntag, dem 26. November 2023, wurde der letzte Gottesdienst gefeiert.

## Baubeschreibung

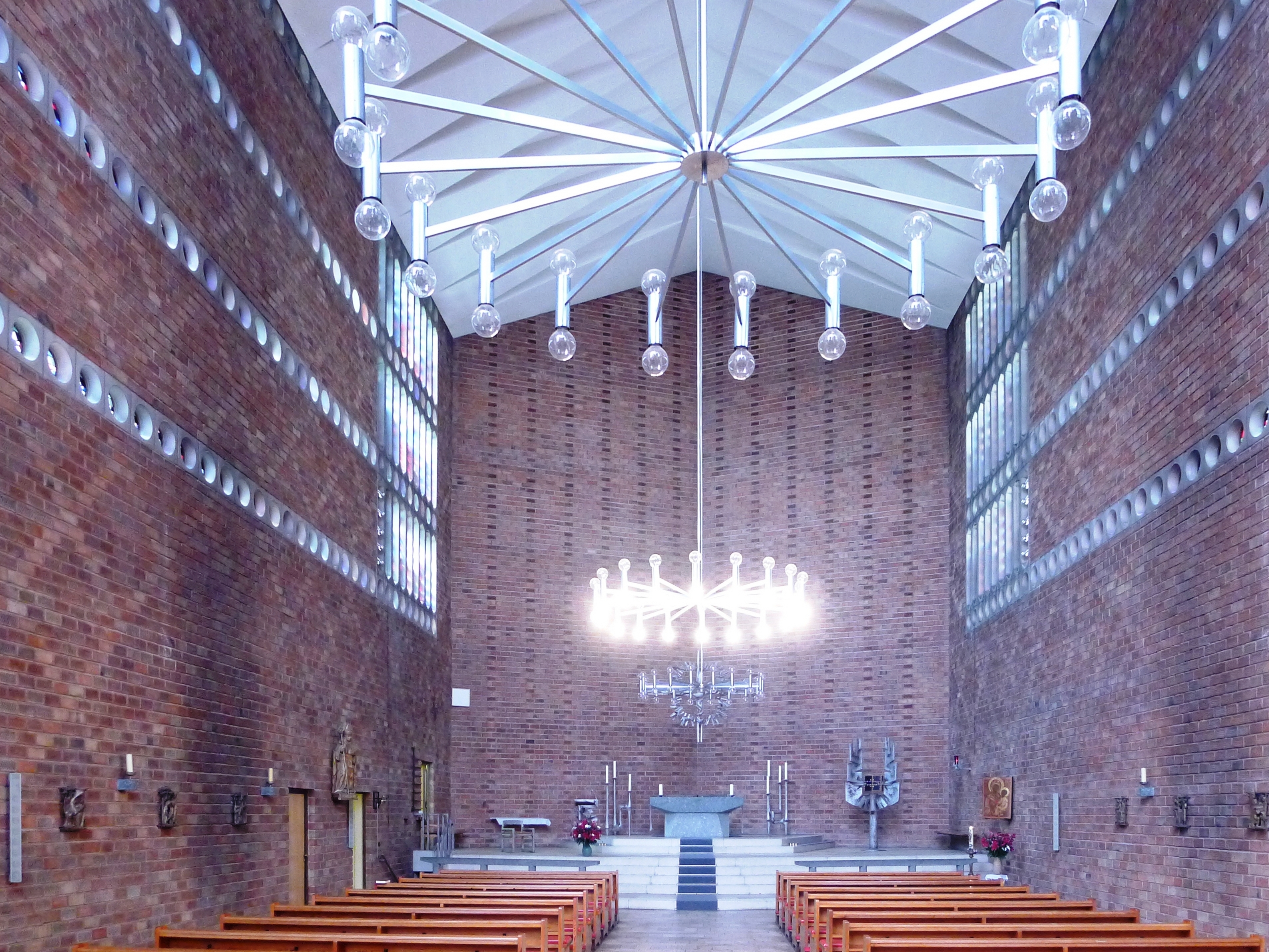
Innenraum

Der Kirchturm, die Vorhalle und das mit einem Satteldach gedeckte Kirchenschiff wurden in der Tiefe des Grundstücks gestaffelt errichtet. Obwohl Leitl orthogonale Grundrisse favorisierte, gestaltete er die Saalkirche langgestreckt sechseckig. Sowohl der Chor des Langhauses als auch der Eingangsvorraum schließen dreieckig ab. Mit den kielförmig ausgebildeten Schmalseiten soll die Kirche an ein Schiff erinnern. Den Eingangsbereich flankieren zwei im Grundriss trapezförmige, bis zur Dachtraufe reichende Annexe, die Kapellen enthalten, im Süden die Albertus-Magnus-Kapelle, im Norden die Taufkapelle. Dadurch ergibt sich im Grundriss der Anlage eine T-Form. Die Kapellen erhalten ihre Belichtung von Fenstern zu den rückwärtigen Grundstücksteilen neben dem Kirchenschiff. Eine niedrige, offene Vorhalle ist der Saalkirche vorgelagert; sie wurde in die geschlossene Straßenfront gebaut. Die Säulen der Halle stehen in der Baulinie. Vor der Baulinie wurde der Campanile in der Achse der Kirche platziert. Der offene Turm aus Beton besteht aus zwei Schalen, die durch schräge Streben leiterartig verklammert sind. Die beiden Schalen stehen im Abstand so weit auseinander, dass auf dem Gehweg eine Nische entstand.
Das Satteldach ist zum Inneren der Kirche hin offen. Es besteht aus dreieckigen, dekorativen Unterzugselementen aus Beton, die mit der Spitze gegen den Dachfirst laufen und in der Dicke von der Dachtraufe aus abnehmen. Der Innenraum ist von unverputztem rötlichen Mauerwerksverband mit einem gleichmäßigen Rautenmuster geprägt. Die Gestaltung im dreiecksförmig schließenden Altarraum ähnelt Lisenen. Die Seitenwände werden von je vier Reihen runder, farbiger Glasbausteine unterbrochen. In ihren drei Zwischenfeldern befinden sich im Altarraum die gleichen, von Anton Wendling gestalteten Lanzettfenster, wie sie die Frontseite aufweist.
Unterhalb des siebenstufig erhöhten Ambos befindet sich eine flache halbrunde Krypta, in der eine Reliquie des Namenspatrons aufbewahrt wird. Durch die Höhendifferenz zum Gemeindebereich steht diese Konzeption in deutlichem Gegensatz zu der von Leitl grundsätzlich befürworteten räumlichen Verknüpfung von Altar- und Gemeindebereich. 1978 wurde die Altarschranke im Sinne der Konzilskonstitution Sacrosanctum Concilium beseitigt.